# US-Invasion in Panama
Die US-Invasion in Panama (Codename Operation Just Cause) war ein militärischer Einsatz der US-Streitkräfte gegen Panama, der vom 20. Dezember 1989 bis zum 3. Januar 1990 andauerte. Die Invasion war die größte Luftlandeoperation seit dem Zweiten Weltkrieg.

## Hintergrund
Durch den Panamakanal, der den Pazifik mit dem Atlantik verbindet, bildet die Region ein wichtiges strategisches Interessengebiet der Vereinigten Staaten. In den Kanalverträgen von 1977 wurde die Rückgabe des Kanals an Panama auf 1999 festgelegt, allerdings mit der Bedingung, dass der Kanal für amerikanische Schiffe weiterhin offen bleibt. Nach Unterzeichnung der Verträge verschlechterten sich die Beziehungen zwischen den USA und Panama jedoch. Auch zeigte Panama zunehmend Tendenzen, sich dem US-amerikanischen Einfluss zu entziehen: die Genehmigung zum Betrieb des militärischen Trainingscamp der WHISC sollte nicht verlängert werden. Außerdem sollte der Panamakanal durch japanische Investoren und Baufirmen ausgebaut werden, was die Interessen der US-Baufirma Bechtel Corporation tangierte.
Panama war eine Drehscheibe des Drogenhandels und der Geldwäsche, wobei der Oberbefehlshaber der panamaischen Nationalgarde und Diktator, Manuel Noriega, darin eine zentrale Rolle spielte. 1986 enthüllten US-Medien, dass Noriega seit mindestens zehn Jahren auf der Gehaltsliste der CIA stand. So wurde Noriegas Wahlkampf über die US-Regierung finanziert, die ihn auch weiterhin politisch deckte. Da die USA Waffen über Panama an die Contra-Rebellen in Nicaragua lieferten, die die linksgerichteten Sandinisten stürzen sollten, verschloss die CIA im Gegenzug die Augen davor, dass Noriega Geschäfte mit dem Medellín-Kartell machte. Noriega beeinflusste die Politik der von ihm abhängigen Regierung nachhaltig und war von 1980 bis 1989 de facto Staatspräsident, jedoch nie offizieller Inhaber dieses Amtes.
Im April 1988 beschloss Präsident Reagan eine Änderung seiner Politik gegenüber Noriega. Er erließ eine Verordnung, in der alle Konten und Geldtransfers der Regierung Panamas auf US-amerikanischen Banken gesperrt wurden.
Im Mai 1989 kam es zu Parlaments- und Präsidentschaftswahlen in Panama. Hier besiegte eine Koalition aus Anti-Noriega Parteien, die Alianza Democrática de Oposición Civilista (ADOC), mit einer klaren Mehrheit die Pro-Noriega-Koalition, Coalición Liberal Nacional (COLINA). Der Führer der Allianz, Guillermo Endara Galimany, wurde zum Präsidenten gewählt. Noriega jedoch erkannte das Ergebnis nicht an und erklärte es für null und nichtig, was ihn viel Unterstützung aus dem Ausland kostete. Als Reaktion auf die ansteigenden Spannungen innerhalb Panamas wurden im Mai 1989 eine Brigade der 7. US-Infanteriedivision sowie ein Bataillon der 5. US-Infanteriedivision in die Panamakanalzone verlegt. Die Operation Nimrod Dancer hatte das Ziel, US-amerikanische Bürger in Panama zu schützen und eine aktive Militärpräsenz in Panama zu zeigen. Durch den Hay-Bunau-Varilla-Vertrag hatten die US-Streitkräfte volle Bewegungsfreiheit innerhalb des Landes, was sie dazu nutzten, die Streitkräfte Panamas auszuspähen.
Am 3. Oktober 1989 gab es einen Militärputsch gegen Noriegas Regime, welcher scheiterte. Noriega nahm dies zum Anlass, seine Gegner innerhalb der Streitkräfte auszuschalten. Dieser erfolglose Staatsstreich, zusammen mit Vorwürfen der Untätigkeit an die Bush-Regierung, wurde von US-Seite schließlich als Begründung zur Invasion herangezogen.
Als Rechtfertigung für das militärische Eingreifen der Vereinigten Staaten diente der Tod des US-Soldaten Robert Paz am 16. Dezember 1989. Paz war mit drei Kameraden privat unterwegs, als sie mit ihrem Auto in eine Straßensperre panamaischer Sicherheitskräfte gerieten. Die US-Soldaten, in Zivil unterwegs, verweigerten das Verlassen ihres Fahrzeugs und fuhren weiter. Die Sicherheitskräfte eröffneten das Feuer, worauf eine Kugel Paz tödlich verletzte. Ein US-Navy-Lieutenant und seine Frau wurden von panamaischen Sicherheitskräften festgenommen. Er wurde verprügelt, sie wurde schikaniert und, wie Bush am nächsten Tag berichtet wurde, höchstwahrscheinlich vergewaltigt. In seinem Tagebuch vermerkte Bush: „Wir haben genug. Wir können nicht zulassen, dass ein Militärangehöriger getötet wird, und schon gar nicht, dass ein Lieutenant und seine Frau vergewaltigt werden.“
Als Operationsname wurde Just Cause (deutsch: „gerechter Anlass“) gewählt, was der Militäroperation einen positiven Anstrich und entsprechende Legitimierung verschaffen sollte. Die Namensgebung kann als Vorbild für weitere Missionsnamen in späteren US-geführten Kriegen gesehen werden wie Operation Promote Liberty (militärischer Einsatz zur Stabilisierung der politischen Lage und Wiederaufbau nach Ende der Kriegshandlungen) oder Operation Enduring Freedom (Militäreinsätze zur Terrorismusbekämpfung in Afghanistan, auf den Philippinen, in Staaten des Horns von Afrika und anderen südlich der Sahara gelegenen afrikanischen Ländern).

## Invasion

### Verlauf

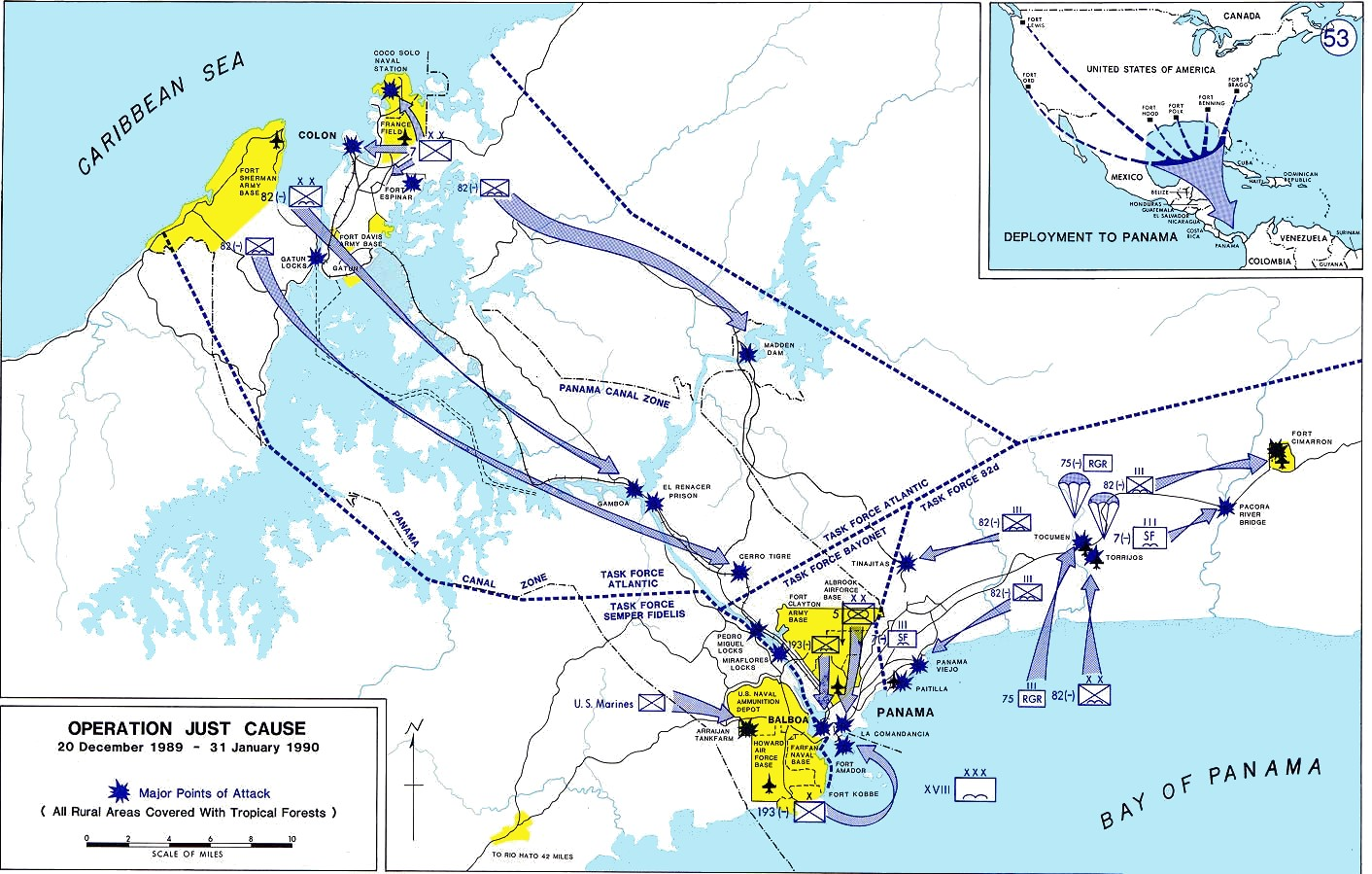
Verlauf der Operation Just Cause (Dezember 1989 bis Januar 1990)

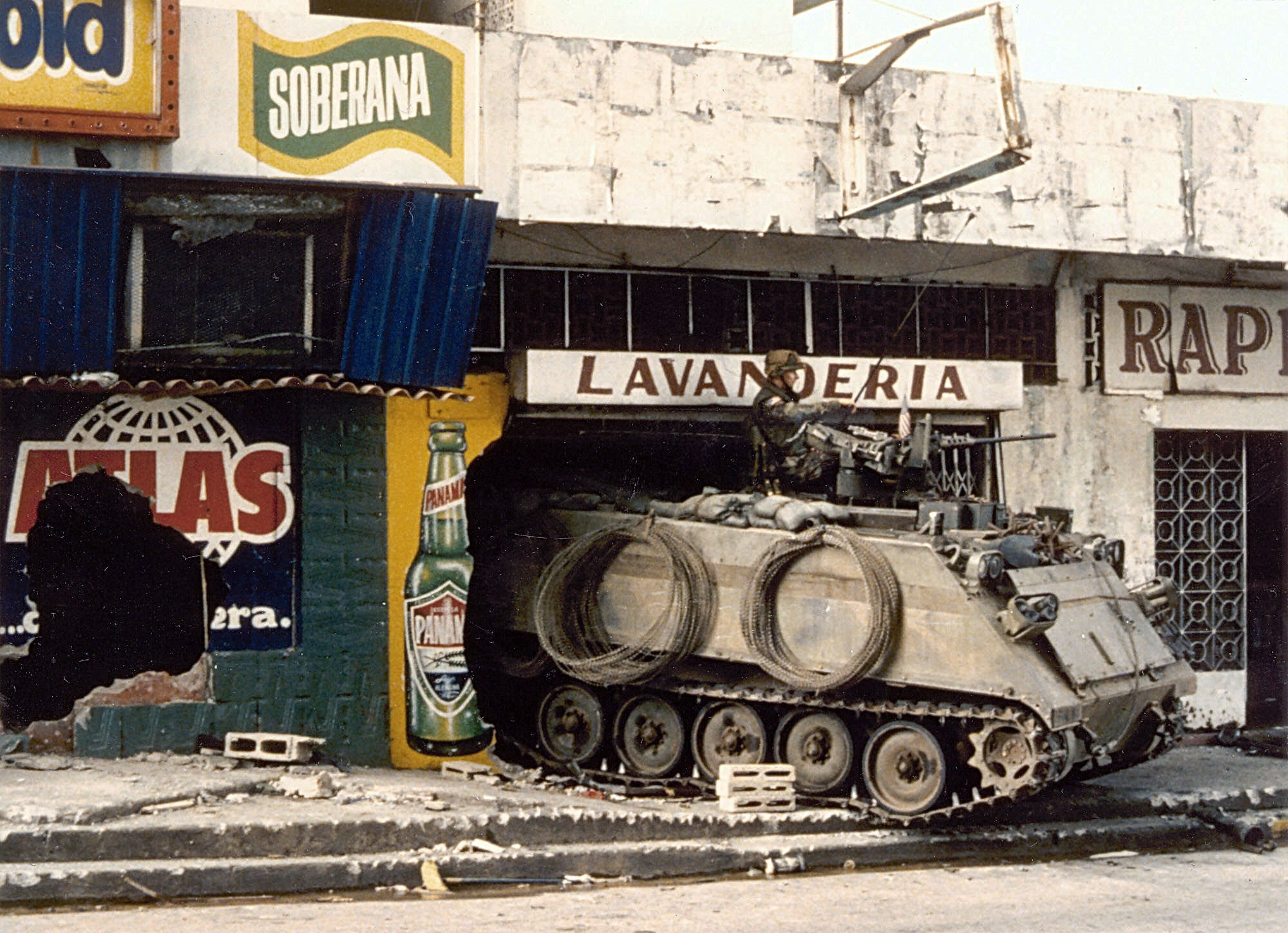
Ein US-Panzer vom Typ M113 bewacht eine Straße in der Nähe des zerstörten panamaischen Verteidigungsministeriums (21. Dezember 1989)

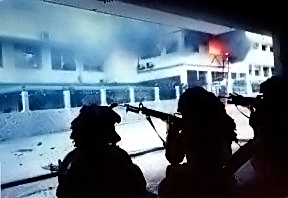
US-Rangers im Häuserkampf in Panama-Stadt (Dezember 1989)

Am 20. Dezember 1989 griff die von General Carl Stiner geführte Joint Task Force mit einer Stärke von ca. 20.000 Mann unter dem Oberbefehl von General Maxwell R. Thurman (Oberbefehlshaber des United States Southern Command) Panama an. Innerhalb von vier Tagen waren fast alle Kampfhandlungen mit der panamaischen Nationalgarde beendet und Noriega flüchtete in die Nuntiatur des Vatikans, die ihm zwar Asyl gewährte, ihm jedoch nahelegte, sich zu stellen. Nach zehn Tagen stellte sich Noriega am 3. Januar 1990 den Streitkräften der USA. Er wurde nach Miami ausgeflogen, wo er wegen Drogenhandels zu 40 Jahren Haft verurteilt wurde. Das Strafmaß wurde 1999 auf 30 Jahre reduziert.
Die USA lösten die Streitkräfte zwar auf, nachdem es in der Folge aber zu Plünderungen und chaotischen Zuständen kam, wurde eine 13.000 Mann starke Truppe wieder aufgestellt.

### Beteiligte US-Einheiten (Auswahl)
Joint Task Force South (XVIII Airborne Corps)
- Naval Forces, Panama (NAVFOR)
  - Naval Surface Warfare Unit 8
  - Naval Security Group (Galeta Island)
- Air Forces, Panama (AFFOR)
  - 830th Air Division
  - 1st Special Operations Wing (AC-130 Gunship)
  - 24th Composite Air Wing u. a. mit dem 24th Special Tactics Squadron (Cessna T-37|OA-37 Dragonfly)
  - 61st Military Airlift Group (C-130)
- Marine Forces, Panama (MARFOR)
  - Task Force „Semper Fi“ u. a. mit 6th Marine Expeditionary Battalion und 536th Engineer Battalion
- Army Forces, Panama (ARFOR)
  - Task Force Bayonet mit Teilen der 193. Infanteriebrigade
  - Task Force Atlantic mit Teilen der 3. Brigaden der 7. US-Infanteriedivision
  - Task Force Aviation mit Teilen der Aviation Brigade der 7. Infanteriedivision
  - 82. US-Luftlandedivision mit der 1. Brigade und Teile der 1. Brigade der 7. Infanteriedivision
  - 7. Infanteriedivision mit der 2. Brigade
- Joint Special Operations Task Force, Panama (JSOTF)
  - Task Force Red mit dem 75th Ranger Regiment
  - Task Force Black mit dem 3. Battalion der 7th Special Forces Group

US Special Operations Command South
- Navy SEALs
- Special Forces

US Joint Special Operations Command (JSOC)
- Delta Force

Weitere Einheiten waren direkt der Joint Task Force South unterstellt u. a. 16th Military Police Brigade, 470th und 525th Military Intelligence Brigade, 35th und 1109th Signal Brigade, 1st Support Command, 4th Psychological Operations Group.

## Folgen
Am 22. Dezember 1989 forderte die Organisation Amerikanischer Staaten die UNO auf, die USA zum Abzug zu zwingen.
Am 23. Dezember 1989 wurde der Angriff der USA dem Sicherheitsrat der Vereinten Nationen zur Verurteilung vorgelegt, dies wurde jedoch durch das Veto der USA, Frankreichs und Großbritanniens blockiert. Die USA begründeten ihre militärische Intervention mit der Wiederherstellung der Demokratie in Panama, den Drogengeschäften des Diktators und der Wahrung der Panamakanalverträge.
Während der Invasion kamen laut einem Bericht der Physicians for Human Rights mindestens 300 Zivilisten ums Leben, weitere 15.000 wurden obdachlos.
Nach Quellen des Pentagons wurden 516 Menschen getötet, ein internes Memo der Armee spricht von 1000 Toten. Ein unabhängiger Untersuchungsausschuss beziffert die Zahl der Getöteten mit 1000 bis 4000. Nach dem Dokumentarfilm The Panama Deception liegt die Zahl der Toten zwischen 3000 und 4000.
Die Opfer beim Militär Panamas wurden von den USA mit 314 Soldaten angegeben, konnten aber durch die Organisation nicht bestätigt werden. Zusammen mit den vorangegangenen Sanktionen wird der Schaden auf 2,2 Mrd. US-Dollar beziffert. Nach panamaischen Angaben starben 115 Soldaten.
Nach US-Militärangaben vom 25. Dezember 1989 sind 24 US-Soldaten gefallen und 322 wurden verwundet. Auf panamaischer Seite starben 297 Personen, 123 wurden verwundet und 468 gerieten in US-Kriegsgefangenschaft. Zudem beschlagnahmten die US-Streitkräfte 36 Panzer und bewaffnete Fahrzeuge, 33 Flugzeuge, 7 Boote und 77.533 Handfeuerwaffen. Am 8. Januar 1990 korrigierten die USA die Verluste auf panamaischer Seite auf 314 Gefallene.
Am 21. Mai 1990 legte das panamaische Gesundheitsministerium neue Opferzahlen durch die US-Operation Just Cause vor. Danach starben 51 uniformierte Soldaten, 143 identifizierte Zivilisten und 58 unidentifizierbare Zivilisten, insgesamt 252 Tote.
Während der Militäraktion wurde am Morgen des 20. Dezember 1989 Guillermo Endara auf einer US-Militärbasis als vermuteter Sieger der Präsidentschaftswahl vom Mai 1989 als Präsident Panamas vereidigt. Später erklärte das Wahltribunal Panamas die Annullierung der Wahl durch das Noriega-Regime für ungültig und bestätigte den Sieg der Oppositionskandidaten unter Führung von Präsident Endara.

## Filme
- The Panama Deception (Dokumentarfilm USA 1992, Regie: Barbara Trent, Drehbuch: David Kasper)
- Noriega – Gottes Liebling oder Monster? (Fernsehfilm USA 2000, Regie: Roger Spottiswoode, mit Bob Hoskins in der Rolle Manuel Noriegas)